# Maasholm
Maasholm település Németországban, Schleswig-Holstein tartományban. Lakosainak száma 588 fő (2023. december 31.). Maasholm Kappeln, Rabel és Hasselberg községekkel határos.

## Népesség
A település népességének változása:
| Lakosok száma | 712  | 617  | 594  | 581  | 583  | 612  | 609  | 588  |
|               | 1975 | 2013 | 2014 | 2017 | 2019 | 2021 | 2022 | 2023 |